# Grijsborstboomgors
De grijsborstboomgors (Microspingus cabanisi synoniem:Poospiza cabanisi) is een zangvogel uit de familie Thraupidae (tangaren).

## Verspreiding en leefgebied
Deze soort komt voor van zuidoostelijk Brazilië (zuidelijk São Paulo) tot Uruguay, Paraguay en noordoostelijk Argentinië.